# Edmir Domingues
Edmir Domingues da Silva (Recife, 8 de junho de 1927 — 1 de abril de 2001) foi um advogado e poeta brasileiro.
Com sua poesia de caráter essencialmente intimista, sempre à espera da morte, prenunciando uma vida breve, era cultor de poemas de forma fixa, da métrica e do ritmo, destacando-se sextinas e sonetos.

## Biografia
Nascido em uma família pobre, sua infância, vivida em ambiente urbano, marcou-se mais de invenções do que de realidades. Voltou-se, ainda menino, para dentro de si mesmo ou para viagens apenas imaginadas, impregnando sua poesia de caráter essencialmente intimista. Começou a escrever poemas desde menino, quando aprendeu a escrever.
Bom desenhista, financiou grande parte de seus estudos - estudante pobre que era - com o dinheiro que ganhava fazendo ilustrações para revistas, gráficos de produção para indústrias e slides para propaganda em cinema.
Em 1946 entrou para a Faculdade de Direito do Recife, tendo como colegas os teatrólogos Ariano Suassuna e Hermilo Borba Filho, o romancista e pintor Gastão de Holanda, e outros que depois se projetaram na Literatura e na Cultura pernambucanas e brasileiras.
Em 1949 fez concurso para preenchimento de vaga no Tribunal Regional Eleitoral, obtendo o primeiro lugar. Ali trabalhou até sua aposentadoria.
Em 1950, concluindo o curso de bacharelado, começou a advogar, o que fez até pouco antes de sua morte, em 1 de abril de 2001.
Fez, ainda, doutoramento em Direito e o curso de Filosofia, ambos iniciados em 1952.
Em 1958, juntamente com outros intelectuais pernambucanos, fundou a seção pernambucana da União Brasileira de Escritores - UBE, onde compôs a primeira diretoria, juntamente com Paulo Cavalcanti, Carlos Moreira, Carlos Pena Filho, Audálio Alves, Cézario de Melo, Renato Carneiro Campos, César Leal, Lucilo Varejão Filho, Olimpio Bonald Neto, José Gonçalves de Oliveira, Jefferson Ferreira Lima, Clóvis Melo e Abelardo da Hora.

## Característica poética
Poeta intimista, que vivia à espera de sua morte, assim se expressou em vários de seus poemas, entre eles se destacando a Sextina da Vida Breve, poema este que recebeu inúmeros elogios da classe literária e foi inspiração para muitos outros poemas de outros poetas.
Era cultor dos poemas de forma fixa, destacando-se nas sextinas e nos sonetos, sendo considerado um dos grandes sonetistas brasileiros, autor também da coroa de sonetos Com o Estranho Pulsar da Estrela Morta, fixado que era na estrela Aldebarã, conhecida estrela vermelha da constelação do Touro.

Para Edmir Domingues, 
| “ | a poesia tem que ser obrigatoriamente enxuta, sem cavilhas para atender a forma, sem adjetivos ou advérbios, senão os estritamente necessários. | ” |

Sempre que encontrava um amigo, Edmir se despedia como se soubesse que nunca voltaria a vê-lo; e ainda aproveitava para recriminar seu insensato coração – que, segundo ele, não agüentaria muito tempo mais. Como ocorreu. Esse seu sentimento de morte próxima o fazia declinar da indicação para a Academia Pernambucana de Letras. Embora sabedor do apoio da maioria dos acadêmicos, sempre negava, dizendo "Não sou um candidato. Sou uma vaga".
O trabalho do poeta já mereceu um livro de ensaios, de autoria de Mário Márcio de Almeida Santos, da Academia Pernambucana de Letras, com o título A Grande Poesia de Edmir Domingues. Na obra, o autor define como clássicos e fundamentais os poemas de Edmir e define sua poética da seguinte forma:
| “ | A dificuldade para quem tenta interpretar a poesia de Edmir Domingues é a de que não se trata de uma poesia ‘fácil’. O leitor atento e superficial quase nunca alcança o sentido a que nos remete o autor de Universo Fechado, o qual nos leva sempre às perseguições profundas e de extremo rigor de estruturação em suas composições. | ” |

## Livros publicados
- A Rua do Vento Norte. Recife: Editorial Sagitário, 1952;
- Corcel de espuma. Rio de Janeiro: José Olympio Editora, 1960;
- Cidade Submersa e outros poemas. Recife: Companhia Editora de Pernambuco, 1972;
- O domador de palavras. Rio de Janeiro: Edições Tempo Brasileiro Ltda, 1987;
- Universo Fechado ou O Construtor de Catedrais. Recife: Edições Bagaço, 1996.
- Lusbelino. Recife: Edições Bagaço, 1996.[nota 1]

## CD gravado
- Edmir Domingues - Voz e Poesia, 1999, onde ele mesmo declamava seus poemas.

## Prêmios literários
- Em 1946, no primeiro ano de Direito, ganhou seu primeiro prêmio literário, num concurso de sonetos promovido pelo Diretório Acadêmico da faculdade.
- Em 1954 concorreu a três prêmios literários, laureando-se em todos eles:
  - Prêmio Vânia Souto Carvalho, no Recife, em que empatou com Carlos Pena Filho, com o livro Corcel de Espuma;[Nota 1]
  - Prêmio Mário de Andrade, em São Paulo, também com o livro Corcel de Espuma;
  - Prêmio Aristides Casado, do IPASE, com o poema Balada onde se conta do desaparecimento intempestivo dos Cavalos de Infância.
- Em 1961, ainda com o livro Corcel de espumas, ganhou o Prêmio Othon Bezerra de Mello, da Academia Pernambucana de Letras.
- Em 1972 ganhou o Prêmio Manuel Bandeira, do Estado de Pernambuco, e Othon Bezerra de Mello, da Academia Pernambucana de Letras com o livro Cidade Submersa e outros poemas.[3]

## Reconhecimento
Em reconhecimento a sua importância para a poesia de Pernambuco, a Academia Pernambucana de Letras instituiu o Prêmio Edmir Domingues de Poesia, com edição anual, a partir de 2001, ano de sua morte. Já foram vencedores do referido prêmio:
- 2001: Eugênio Soares (O romance interdito)
- 2002: Luiz Carlos Duarte (A consagração do silêncio)
- 2003: Marchezan Albuquerque (Rastro na relva)
- 2004: Lúcio Ferreira (Essas coisas cá de dentro)
- 2006: Vital Corrêa de Araújo (Só às paredes confesso)
- 2007: Gerusa Leal (Versilêncios)
- 2008: Flávio Gomes Cordeiro (Romançal Paranambuco)
- 2010: Bartyra Soares (Ciclo das oferendas)
- 2011: Marcos de Andrade Filho[7] (SPOLLIVM)
- 2012: Ciro José Tavares da Silva (Anêmonas)
- 2013: Ciro José Tavares da Silva (Boa Noite outono)
- 2014: Djanira Silva do Rego Barros (Saudade presa)
- 2015: Sonia Maria de Barros Marques (Sangria desatada)
- 2016: José Luiz de Almeida Melo[8] (Livros dos sonetos, dos primeiros aos penúltimos)
- 2017: Edson Mendes de Araújo Lima (Quase poesia, quase faina, quase)
- 2019: Bernardo Valois Souto(A aridez das horas e outros poemas)